# Calycomyza jucundacea
Calycomyza jucundacea är en tvåvingeart som beskrevs av Blanchard 1954. Calycomyza jucundacea ingår i släktet Calycomyza och familjen minerarflugor. Inga underarter finns listade i Catalogue of Life.